# Ludwig Beck
Ludwig August Theodor Beck (ur. 29 czerwca 1880 w Biedrich, zm. 21 lipca 1944 w Berlinie) – niemiecki wojskowy, generał pułkownik, współtwórca Wehrmachtu, szef sztabu generalnego wojsk lądowych (1933–1938) i jeden z przywódców opozycji antyhitlerowskiej upatrywany na przyszłego prezydenta Niemiec. Organizator zamachu 20 lipca, po jego klęsce stracony. Uczestnik I wojny światowej.

## Życiorys
Był wychowywany w konserwatywnej, pruskiej rodzinie o wojskowych tradycjach. Jego ojciec ukończył studia chemiczne i zarządzał odlewnią żelaza Rheinhütte. Matka natomiast pochodziła z heskiej rodziny Draudt, w której dominowali prawnicy i wojskowi (jej brat był generałem armii heskiej).
W 1898 zdał maturę w Gimnazjum Humanistycznym w Wiesbaden i wstąpił do 15. górnoalzackiego pułku artylerii w Strasburgu, należącego do armii pruskiej. W 1908 wstąpił do Akademii Wojennej. Ukończył ją w 1911 jako oficer Sztabu Generalnego.
Podczas I wojny światowej służył na froncie zachodnim. Służył m.in. w sztabach dywizji i korpusu. W 1916 awansował na majora i oficera do specjalnych poruczeń w sztabie Grupy Armii B dowodzonej przez następcę cesarskiego tronu Wilhelma Hohenzollerna. Pod koniec wojny służył w Wielkiej Kwaterze Głównej.
Po zakończeniu wojny pozostał w wojsku i piął się po drabinie wojskowej kariery. Był m.in. szefem sztabu IV Okręgu Wojskowego w Dreźnie i dowódcą 5. pułku artylerii w Fuldzie. Był łagodny wobec oficerów powiązanych z NSDAP, dzięki czemu zwrócił na siebie uwagę Adolfa Hitlera. Jesienią 1933 został szefem Urzędu Wojska (niem. Truppenamt) w randze generała. Następnie był szefem OKH.
Należał do oficerów opowiadających się za rewizją traktatu wersalskiego oraz za zbrojeniami i powszechnym obowiązku służby wojskowej. Beck był jednak przeciwny wciąganiu Niemiec w wojnę, uważając, że Niemcy mogą osiągnąć swoje cele dzięki polityce, a do konfliktu zbrojnego nie są jeszcze przygotowane. Szczególnie uważał, że należy unikać wojny z Wielką Brytanią. Już jako szef OKH próbował odwieść Hitlera od pomysłu odebrania Czechosłowacji Kraju Sudetów. Wódz Rzeszy był jednak przekonany, że Wielka Brytania i Francja po tym, jak pozwoliły na aneksję Austrii (tzw. Anschluss), zgodzą się na wszystko, byleby tylko utrzymać pokój. Beck wiedział, że Wehrmacht jest zbyt słaby, by prowadzić wojnę z Wielką Brytanią i – jako że cieszył się wielkim szacunkiem wśród oficerów sztabu – próbował ich przekonać, by odwiedli Hitlera od jego militarystycznych planów. Rozważał nawet przeprowadzenie zamachu stanu i przejęcie władzy w kraju przez Wehrmacht. Gdy zobaczył, że niewielu się z nim zgadza, zrezygnował z funkcji szefa sztabu i został zastąpiony na tym stanowisku przez Franza Haldera. Po przeniesieniu w stan spoczynku mieszkał w Berlinie. Twierdził, że Hitler jest psychopatą do szpiku kości, a podległe mu elity wojskowe składają się z imbecylów, miernot i przestępców.
Był niechętny Hitlerowi i skłaniał się ku powrotowi monarchii. Kiedy jego przewidywania o przebiegu wojny zaczęły się sprawdzać, zaczęli przy nim grupować się oficerowie i politycy podzielający jego poglądy. Wraz z Ulrichem von Hassellem i Carlem Goerdelerem doprowadził do powstania antyhitlerowskiej opozycji w łonie Wehrmachtu. Konspiratorzy wierzyli, że siła Hitlera nie jest tak wielka, jak wielu się wydawało. Sądzili, że zagrożenie ze strony Wielkiej Brytanii pozwoli im pozbawić Hitlera (jako podżegacza wojennego) władzy, gdyby zdecydował się zaatakować Czechosłowację. Ku ich przerażeniu, we wrześniu 1938 premierzy: brytyjski Neville Chamberlain i francuski Édouard Daladier pozwolili, by Kraj Sudetów został włączony do III Rzeszy.
Beck był jednym z głównych organizatorów nieudanego zamachu 20 lipca 1944 w kwaterze Hitlera w Wilczym Szańcu (wśród spiskowców byli również m.in. Carl Goerdeler i Claus von Stauffenberg). Po przejęciu władzy był przewidziany do objęcia urzędu prezydenta Rzeszy. Jako jeden z przywódców spisku został aresztowany. Został zastrzelony 21 lipca 1944 po próbie samobójczej.
W 1916 zawarł związek małżeński, ale żona zmarła już w 1917, zostawiając go z nowonarodzoną córką.